# Сан-Хав'єр-де-Ланкомілья
Сан-Хав'єр-де-Лонкомілья (ісп. San Javier de Loncomilla) - комуна в Чилі. Адміністративний центр комуни — місто Сан-Хав'єр. Населення - 20524 осіб (2002). Місто і комуна входить до складу провінції Лінарес і регіону Мауле.
Територія — 1 313 км².Чисельність населення — 45 547 жителів (2017). Щільність населення — 34,7 чол./км².

## Розташування
Місто розташоване за 20 км на південь від адміністративного центру області міста Талька та за 30 км на північ від адміністративного центру провінції міста Лінарес.
Комуна межує:
- на півночі - з комуною Пенкауе
- на північному сході - з комуною Мауле
- на сході - з комунами Єрбас-Буенас, Вілья-Алегре, Лінарес
- на південному сході - з комуною Лонгаві
- на півдні - з комуною Ретіро
- на південному заході - з комуною Каукенес
- на заході - з комуною Емпедрадо
- на північному заході - з комуною Конститусьйон